# Consiliul Provizoriu de Uniune Națională
Consiliul Provizoriu de Uniune Națională (prescurtat CPUN) a fost un organism provizoriu de conducere a României în perioada dintre 9 februarie 1990 și 20 mai 1990, când au avut loc primele alegeri care au urmat Revoluției Române din 1989.

## Constituire
În 28 ianuarie 1990 unele dintre partidele politice nou-înființate în urma revoluției din decembrie 1989 au organizat o mare manifestație de protest față de acapararea puterii de către fosta nomenclatură comunistă, grupată în Frontul Salvării Naționale.
În 29 ianuarie 1990 a avut loc o contrademonstrație în care susținătorii Frontului Salvării Naționale au devastat sediile partidelor politice de opoziție.
În 1 februarie 1990 a avut loc o discuție între reprezentanții partidelor politice nou-înființate și cei ai  Consiliului Frontului Salvării Naționale, organism condus de Ion Iliescu, care preluase puterea politică în decembrie 1989. În aceste discuții s-a convenit ca adoptarea legilor și decretelor necesare în perioada de tranziție pînă la alegerile libere să nu se mai facă de Consiliul Frontului Salvării Naționale ci de un nou organism - Consiliul Provizoriu de Uniune Națională, în care 50% din locuri să fie ocupate de foști membri ai Consiliului Frontului Salvării Naționale și alte 50% din locuri de reprezentanți ai partidelor politice nou înființate. Ion Iliescu a propus un total de 241 de membri, incluzând în acest număr  și 27 de reprezentanți ai minorităților, dar la 2 martie 1990 CPUN avea deja 253 membri.
Constituirea Consiliului provizoriu de uniune națională s-a făcut printr-un Decret-Lege al Consiliului Frontului Salvării Naționale în 9 februarie 1990.
O opțiune a CPUN, esențială pentru arhitectura regimului, a fost bicameralismul. Un membru CPUN, Iosif Chiusbaian, a propus ca numărul aleșilor din camera inferioară să fie „cel puțin 387, așa cum se prevede în legea electorală din 27 martie 1926.” 
Cu toate că Ion Iliescu i-a replicat „nu o să ne ajungă sala”, CPUN a stabilit numărul de 387 de deputați. Camera aleasă în mai 1990 a avut cu zece mai mulți, fiindcă legea îngăduia o abatere în plus de maximum 15%.
O altă opțiune esențială a CPUN a privit alegerea directă a președintelui. CPUN a respins limitarea la două mandate a funcției de președinte al statului, considerând că era ceva „superfluu”, dat fiind că decretul-lege urma să fie în vigoare până la alegerea Adunării Constituante. Aceasta îi va permite lui Ion Iliescu să candideze în 1990, din nou în 1992 și în 1996. Candidatura din 1996 a fost contestată, fiind considerată de contestatari a treia. Curtea Constituțională  a dat 23 de decizii între 8 septembrie și 29 octombrie 1996, care i-au permis președintelui în funcție să se înscrie în cursa pentru Cotroceni, cu argumentul că „instituția mandatului” nu existase înainte de scrutinul din toamna anului 1992.

## Activitate
În cele cîteva luni de funcționare CPUN a avut mai multe ședințe, care au fost televizate în direct. Ședințele erau caracterizate prin dese certuri între participanți. Cuvântările opozanților lui Ion Iliescu în cadrul CPUN erau deseori întrerupte prin tropăieli, gălăgie. Criticilor lui Ion Iliescu le era contestată legitimitatea pe motiv că aceștia n-ar fi participat la revoluție, n-au stat sub gloanțe.
Principala realizare a CPUN este votarea legii electorale conform căreia s-au desfășurat alegerile din 20 mai 1990.  La dezbaterile privind legea electorală a fost respinsă cererea manifestanților din Piața Universității de a se interzice participarea la alegeri a foștilor activiști ai Partidului Comunist Român, conform punctului 8 din Proclamația de la Timișoara. Consiliul a decis să nu existe nici un fel de interdicție derivată din apartenența la nomenclatura PCR. Legea electorală a fost adoptată pe 14 martie 1990.
În perioada sa de funcționare, adică între 9 februarie și 16 iunie 1990, CPUN  a adoptat 68 decrete-legi și 123 de decrete, din care 24 au fost secrete.
O  discuție amplă în CPUN  a fost despre ce anume era CPUN ca instituție. Nefiind ales, nu putea fi un parlament în toată regula. Ion Iliescu a fost de părere că nu era un for legislativ, ci un „organ de stat” sau un „consiliu de stat”. O serie de membri CPUN îl numeau „parlament”: revoluționarii Mircea Dinescu și László Tökés, Nicu Stăncescu de la Partidul Social Democrat Român (PSDR)  și Dan Amedeo Lăzărescu (PNL) sau reprezentanți ai FSN  ca Valentin Voicilă sau Paul Știrbu. Ioan Lup și Hariuc Friedrich l-au numit „mini-parlament”, trezind însă protestul lui Dan Hăulică care a cuvântat că „or fi minijupe, miniordinatoare, dar nu mini-parlament. Este o expresie care nu corespunde dignității unei asemenea instituții”. Deși vedea în CPUN un consiliu, cu rol esențialmente de ratificare, Iliescu a folosit expresia „inițiativă legislativă” pentru a-i descrie activitatea.

## Critici
Legea partidelor politice în vigoare la acea vreme îngăduia înființarea unui partid politic cu numai 251 de membri. Astfel, în CPUN au primit locuri partide politice nereprezentative pentru societatea românească (așa numite "partide de buzunar"), partidele politice de opoziție cu adevărat reprezentative fiind reduse la o reprezentare simbolică.
Prin hotărârea lui Ion Iliescu, care a fost discutată dar nu aprobată prin vot de participanții la prima ședință a CPUN, au primit locuri în CPUN și partide politice înființate după 1 februarie 1990, care nu fuseseră parte la discuția dintre Ion Iliescu și reprezentanții opoziției.

## Conducere
Urmare a ședinței din 13 februarie 1990, a fost ales Biroul Executiv al CPUN, în următoarea componență:
- Președinte: Ion Iliescu
- Vicepreședinți: Ion Caramitru, Cazimir Ionescu, Károly Király, Radu Câmpeanu, Ion Mânzatu
- Secretar: Dan Marțian
- Membri: Serghei Meszaros, Virgil Andrei Vâță, Radu Ciuceanu, Nicolae S. Dumitru, Gheorghe Manole, Corneliu Mănescu, Alexandru Bârlădeanu, Constantin Gurilă, János Vincze, Mircea Dinescu, Toma George Maiorescu, Neculae Radu, Ion Diaconescu, Dan Hăulică

## Extindere în teritoriu
După modelul central, s-au constituit Consilii Provizorii de Uniune Națională în fiecare județ, incluzîndu-se reprezentanți ai partidelor nou-înființate în consiliile județene.